# The Rugby Championship 2018
The Rugby Championship 2018 – siódma edycja The Rugby Championship, corocznego turnieju w rugby union rozgrywanego pomiędzy czterema najlepszymi zespołami narodowymi półkuli południowej – Argentyny, Australii, Nowej Zelandii i RPA. Turniej odbył się systemem ligowym pomiędzy 18 sierpnia a 6 października 2018 roku.
Wliczając turnieje w poprzedniej formie, od czasów Pucharu Trzech Narodów, była to dwudziesta trzecia edycja tych zawodów.
Zwycięzca meczu zyskiwał cztery punkty, za remis przysługiwały dwa punkty, porażka nie była punktowana, a zdobycie przynajmniej trzech przyłożeń więcej od rywali lub przegrana nie więcej niż siedmioma punktami premiowana była natomiast punktem bonusowym.
Poszczególne związki kolejno wyznaczały stadiony na domowe spotkania, a ostateczny harmonogram gier został opublikowany w kwietniu 2018 roku. W lipcu 2018 roku wyznaczono sędziów zawodów.
Na kolejkę przed końcem zawodów triumf zapewnili sobie Nowozelandczycy.

## Mecze
| 18 sierpnia 201820:05 AEST (UTC+10) | Australia                                 | 13:38(6:5) | Nowa Zelandia                                                                     | ANZ Stadium, Sydney Sędzia: Jaco Peyper |
| 18 sierpnia 201820:05 AEST (UTC+10) | Hodge 3 (K) Foley 5 (pd K) Maddocks 5 (P) | 13:38(6:5) | B. Barrett 13 (P 4pd) A. Smith 5 (P) Goodhue 5 (P) Retallick 5 (P) Naholo 10 (2P) | ANZ Stadium, Sydney Sędzia: Jaco Peyper |

| 18 sierpnia 201817:05 SAST (UTC+2) | Południowa Afryka                                                       | 34:21(10:14) | Argentyna                                    | Kings Park Stadium, Durban Sędzia: Ben O’Keeffe |
| 18 sierpnia 201817:05 SAST (UTC+2) | Am 5 (P) Dyantyi 10 (2P) Mapimpi 10 (2P) De Klerk 5 (P) Pollard 4 (2pd) | 34:21(10:14) | Sánchez 11 (P 3pd) Matera 5 (P) Moroni 5 (P) | Kings Park Stadium, Durban Sędzia: Ben O’Keeffe |

| 25 sierpnia 201819:35 NZST (UTC+12) | Nowa Zelandia                                   | 40:12(14:7) | Australia                            | Eden Park, Auckland Sędzia: Wayne Barnes |
| 25 sierpnia 201819:35 NZST (UTC+12) | B. Barrett 30 (4P 5pd) Moody 5 (P) Squire 5 (P) | 40:12(14:7) | Genia 5 (P) Hodge 5 (P) Foley 2 (pd) | Eden Park, Auckland Sędzia: Wayne Barnes |

| 25 sierpnia 201816:10 ART (UTC−3) | Argentyna                                           | 32:19(27:7) | Południowa Afryka                          | Estadio Malvinas Argentinas, Mendoza Sędzia: Angus Gardner |
| 25 sierpnia 201816:10 ART (UTC−3) | Delguy 10 (2P) Moyano 5 (P) Sánchez 17 (P 3pd dg K) | 32:19(27:7) | Kolisi 5 (P) Mapoe 10 (2P) Pollard 4 (2pd) | Estadio Malvinas Argentinas, Mendoza Sędzia: Angus Gardner |
| 25 sierpnia 201816:10 ART (UTC−3) | Etzebeth                                            | 32:19(27:7) |                                            | Estadio Malvinas Argentinas, Mendoza Sędzia: Angus Gardner |

| 8 września 201819:35 NZST (UTC+12) | Nowa Zelandia                                                                                    | 46:24(18:7) | Argentyna                                        | Trafalgar Park, Nelson Sędzia: Pascal Gaüzère |
| 8 września 201819:35 NZST (UTC+12) | Milner-Skudder 5 (P) Perenara 10 (2P) Read 5 (P) Frizell 5 (P) Goodhue 5 (P) Moʻunga 16 (5pd 2K) | 46:24(18:7) | Moyano 5 (P) Sánchez 14 (P 3pd K) Boffelli 5 (P) | Trafalgar Park, Nelson Sędzia: Pascal Gaüzère |

| 8 września 201820:05 AEST (UTC+10) | Australia                                      | 23:18(17:18) | Południowa Afryka                               | Suncorp Stadium, Brisbane Sędzia: Glen Jackson |
| 8 września 201820:05 AEST (UTC+10) | Hooper 5 (P) Toʻomua 15 (P 2pd 2K) Hodge 3 (K) | 23:18(17:18) | Mbonambi 5 (P) Mapimpi 5 (P) Jantjies 8 (pd 2K) | Suncorp Stadium, Brisbane Sędzia: Glen Jackson |

| 15 września 201819:35 NZST (UTC+12) | Nowa Zelandia                                                                             | 34:36(17:24) | Południowa Afryka                                                       | Westpac Stadium, Wellington Sędzia: Nigel Owens |
| 15 września 201819:35 NZST (UTC+12) | J. Barrett 5 (P) A. Smith 5 (P) Ioane 10 (2P) Taylor 5 (P) Savea 5 (P) B. Barrett 4 (2pd) | 34:36(17:24) | Dyantyi 10 (2P) Le Roux 5 (P) Marx 5 (P) Kolbe 5 (P) Pollard 11 (4pd K) | Westpac Stadium, Wellington Sędzia: Nigel Owens |
| 15 września 201819:35 NZST (UTC+12) | Le Roux                                                                                   | 34:36(17:24) |                                                                         | Westpac Stadium, Wellington Sędzia: Nigel Owens |

| 15 września 201820:05 AEST (UTC+10) | Australia                                                   | 19:23(14:17) | Argentyna                                         | Cbus Super Stadium, Gold Coast Sędzia: John Lacey |
| 15 września 201820:05 AEST (UTC+10) | Genia 5 (P) Folau 5 (P) Haylett-Petty 5 (P) Toʻomua 4 (2pd) | 19:23(14:17) | Sánchez 12 (P 2pd K) Delguy 5 (P) Boffelli 6 (2K) | Cbus Super Stadium, Gold Coast Sędzia: John Lacey |

| 29 września 201817:05 SAST (UTC+2) | Południowa Afryka                                | 23:12(20:12) | Australia                              | Nelson Mandela Bay Stadium, Port Elizabeth Sędzia: Jérôme Garcès |
| 29 września 201817:05 SAST (UTC+2) | Dyantyi 5 (P) De Klerk 5 (P) Pollard 13 (2pd 3K) | 23:12(20:12) | Hodge 5 (P) Genia 5 (P) Toʻomua 2 (pd) | Nelson Mandela Bay Stadium, Port Elizabeth Sędzia: Jérôme Garcès |
| 29 września 201817:05 SAST (UTC+2) | Dyantyi                                          | 23:12(20:12) |                                        | Nelson Mandela Bay Stadium, Port Elizabeth Sędzia: Jérôme Garcès |

| 29 września 201819:40 ART (UTC−3) | Argentyna                                      | 17:35(3:21) | Nowa Zelandia                                                                                    | Estadio José Amalfitani, Buenos Aires Sędzia: Mathieu Raynal |
| 29 września 201819:40 ART (UTC−3) | Cubelli 5 (P) Boffelli 5 (P) Sánchez 7 (2pd K) | 17:35(3:21) | Ioane 10 (2P) Naholo 5 (P) Tuipulotu 5 (P) Lienert-Brown 5 (P) B. Barrett 8 (4pd) Moʻunga 2 (pd) | Estadio José Amalfitani, Buenos Aires Sędzia: Mathieu Raynal |
| 29 września 201819:40 ART (UTC−3) | Williams                                       | 17:35(3:21) |                                                                                                  | Estadio José Amalfitani, Buenos Aires Sędzia: Mathieu Raynal |

| 6 października 201817:05 SAST (UTC+2) | Południowa Afryka                                            | 30:32(6:6) | Nowa Zelandia                                                                             | Loftus Versfeld Stadium, Pretoria Sędzia: Angus Gardner |
| 6 października 201817:05 SAST (UTC+2) | Kriel 5 (P) De Allende 5 (P) Kolbe 5 (P) Pollard 15 (3pd 3K) | 30:32(6:6) | A. Smith 5 (P) Ioane 5 (P) S. Barrett 5 (P) Savea 5 (P) B. Barrett 6 (2K) Moʻunga 6 (3pd) | Loftus Versfeld Stadium, Pretoria Sędzia: Angus Gardner |

| 6 października 201819:40 ART (UTC−3) | Argentyna                                                                                | 34:45(31:7) | Australia                                                                                | Estadio Padre Ernesto Martearena, Salta Sędzia: Jaco Peyper |
| 6 października 201819:40 ART (UTC−3) | Matera 5 (P) Boffelli 5 (P) Orlando 5 (P) González Iglesias 13 (P pd 2K) Sánchez 6 (3pd) | 34:45(31:7) | Hooper 5 (P) Rodda 5 (P) Folau 5 (P) Haylett-Petty 10 (2P) Pocock 5 (P) Foley 15 (6pd K) | Estadio Padre Ernesto Martearena, Salta Sędzia: Jaco Peyper |
| 6 października 201819:40 ART (UTC−3) | Latu                                                                                     | 34:45(31:7) |                                                                                          | Estadio Padre Ernesto Martearena, Salta Sędzia: Jaco Peyper |